# Deutsche Limes-Straße

De Deutsche Limes-Straße is een toeristische autoroute in Duitsland. De bewegwijzerde route loopt langs Unesco-werelderfgoed Opper-Germaans-Raetische limes, van Bad Hönningen tot Regensburg. De route doorloopt de deelstaten Beieren, Baden-Württemberg, Hessen en Rijnland-Palts.
De route werd gecreëerd in 1995.